# Dayle Fredette
Pour les articles homonymes, voir Fredette.
Vous pouvez aider à l'améliorer ou bien discuter des problèmes sur sa page de discussion.
- Cet article biographique nécessite des références supplémentaires pour assurer sa vérifiabilité. (Marqué depuis février 2024)
- Son texte doit être wikifié : il ne correspond pas à la mise en forme Wikipédia (style, typographie, liens internes, liens entre les wikis, etc.). (Marqué depuis février 2024)
- Sa typographie ne respecte pas les conventions de Wikipédia. Vous pouvez solliciter de l’aide de l’Atelier typographique. (Marqué depuis février 2024)
- Il n’est pas rédigé dans un style encyclopédique. (Marqué depuis février 2024)
- Il est orphelin : moins de trois articles lui sont liés. Aidez à ajouter des liens en plaçant le code [[Dayle Fredette]] dans les articles relatifs au sujet. (Marqué depuis février 2024)

- Archive Wikiwix
- Bing
- Cairn
- DuckDuckGo
- E. Universalis
- Gallica
- Google
- G. Books
- G. News
- G. Scholar
- Persée
- Qwant
- (zh) Baidu
- (ru) Yandex
- (wd) trouver des œuvres sur Wikidata

Dayle Fredette alias Ti-Dayle est un criminel québécois et un ancien Hells Angels. Il devient un délateur en juillet 2011.
Il a commis plusieurs meurtres et tentatives de meurtre pour l’organisation. Il confesse un total de 16 meurtres pour les Hells.

## Biographie
Dayle est né à Lac-Mégantic en 1971. Vers l’âge de 9 ans, il déménage à Saint-Georges de Beauce avec sa mère. Ses parents sont divorcés depuis qu’il a 3 ans. Il raconte à la Commission des libérations conditionnelles du Canada que son père était alcoolique et violent.
Dès son jeune âge, il commence à faire des crimes. À Lac-Mégantic, il commet des vols dans les trains qui passent sur le chemin de fer derrière la résidence familiale. À 15 ans, il vendait déjà de la drogue à ses camarades. Il dit avoir abandonné l’école lors de sa 3e année du secondaire.
À 17 ans, il quitte le nid familial à la suite d'une altercation avec son beau-père. Il revient quelques jours plus tard avec une arme chargé pour lui proférer des menaces.
Il emménage au local d’un défunt club de motard sympathisant des Hells Angels, Les Mercenaires de la Beauce à Saint-Prosper-de-Dorchester, une municipalité voisine de Saint-Georges. Deux de ses amis d’enfance, Jonathan Robert et Claude Morin, étaient membres de ce club.

## Carrière criminelle

### Jeunesse
Dès l’âge de 19 ans, il vend des stupéfiants pour le compte des Mercenaires. Il fait également de la surveillance pour les Hells au repère de Saint-Nicolas près de Lévis.
En 1991, Fredette effectue un vol dans une caisse populaire et se fait arrêter. Il est condamné à 23 mois de prison et est envoyé à la prison d’Orsainville. Pendant son incarcération, il fournit du PCP à plusieurs détenus ce qui mena à une émeute.
Il obtient sa libération conditionnelle mais récidive en braquant une banque de Portneuf. Il se fait arrêter avec 12,000$.
En décembre 1992, il est condamné à 5 ans de pénitencier pour ce vol. Il est envoyé à la prison fédérale Leclerc à Laval. Il est incarcéré avec plusieurs Hells Angels et se lie d’amitié avec eux.

### Guerre des motards
En 1994, la guerre des motards est déclenchée et les ordres se rendent jusque dans les prisons québécoises. Le mot d’ordre était de tuer le plus de Rock Machines possible. Fredette est impliqué dans de nombreuses bagarres violentes ce qui lui vaut un bref transfert à la prison super-max de Saint-Annes-des-Plaines, le centre régional de réception.
Il est libéré en 1997 et continue de fréquenter les motards. En 1998, il devient un prospect des Hells Angels.
Le 2 juillet 1998, Fredette commet son premier meurtre pour les Hells. Il croise un Rock Machine en voiture et lui tire dessus. Il pense l’avoir tué, cependant c’est le passager du véhicule qui meurt.

### Promotion chez les Hells
Le 26 mai 1999, il est promu officiellement comme membre en règle du chapitre de Québec.
En octobre 1999, il commet son deuxième meurtre. Patrice Turbide est tué de deux balles dans la tête et son corps brulé dans sa voiture. Turbide n’était pas un motard mais avait trois prises contre lui. Il s’était notamment fait arrêter avec une arme au volant d’une voiture d’un Hells, avait eu une relation sexuelle avec la femme d’un autre Hells et était soupçonné d’être un délateur.
Le 10 février 2000, il participe à un troisième meurtre alors qu’il est avec son ami d’enfance Claude Morin. Fredette est le chauffeur et Claude le tireur. Ils pensent avoir trouvé la résidence d’un vendeur de stupéfiants des Rock Machine et lui tire une balle dans la tête à travers la fenêtre. Il s’agira finalement d’un ancien membre qui avait quitté les Rock Machines.
En avril 2000, il accomplit son quatrième meurtre. Alors qu’il est avec un complice, ils surveillent celui qu'ils croient être un Rock Machine pendant qu’il est en train de subir une cure de désintoxication dans une maison de thérapie en Beauce. Le complice de Fredette tire l’homme en question avec une carabine et Fredette se dépêche pour aller lui vider son chargeur de revolver .357 directement dans la tête. Ils ont fait erreur sur la personne, la victime n’avait rien aucun lien avec le crime organisé.

### Mario Bergeron
En 2008, Ti-Dayle est mandaté pour éliminer un de ses « frères » au sein des Hells Angels.
Mario Bergeron est devenu une nuisance pour le club, il omet de payer de la drogue qu’il vend et dépense l’argent. Bergeron est aussi un grand consommateur ce qui commence à déranger au sein du club,.
Fredette connait Bergeron depuis 10 ans et trouve que ça n’a aucun sens de l’éliminer. Il refuse de le tuer mais participe indirectement au meurtre de celui-ci. Il a agit en « Judas ».
Avant de disparaitre en avril 2008, Mario Bergeron rend visite à Fredette pour lui dire qu’il doit s’en aller au Nouveau-Brunswick pour « faire une job » avec deux autres membres en règles. Il demande à Fredette s’il y a du danger. Fredette lui dit que non alors qu’il savait pertinemment que Mario s’en allait dans un guet-apens.
Le corps de Mario Bergeron est enterré au Nouveau-Brunswick et n’a jamais été retrouvé à ce jour. La Gendarmerie royale du Canada croit que le corps de Mario serait enfouis à Sainte-Anne-de-Madawaska.
Ti-Dayle croit qu’en refusant d’éliminer Mario sous prétexte qu’il (Dayle) avait des problèmes de santé, c’est ce qui a défini son arrêt de mort au sein des Hells.

### Opération SharQc
Environ un an plus tard, en 2009, la totalité des Hells Angels qui sont vivant et pas en cavale ou déjà incarcéré sont arrêtés dans l’opération SharQc. Tous sont détenus à la prison de Bordeaux mais en 2011, Ti-Dayle est transféré à la prison de Rivière-des-prairies.
À la prison RDP, il y rencontre secrètement des enquêteurs contre le crime organisé, dont le policier qui a reviré sa veste, Benoit Roberge.
Fredette mentionne être en conflit avec les Hells du à son refus d’éliminer Mario Bergeron et dit aussi penser avoir déjoué une tentative de meurtre le visant alors qu’il était à la prison de Bordeaux.
Le 17 avril 2011, alors qu’il est incarcéré, Fredette communique avec son ami d’enfance Jonathan Robert qui lui fait mention que tout le monde au sein du groupe ont des soupçons que [Fredette] est un délateur. Il demande également à Fredette de revenir à Bordeaux en demandant un transfert et que « tout ira bien pour lui. » Dayle ne fera rien de ça.
Quelque temps après cet appel, la famille de Dayle Fredette dont sa tante et son frère reçoivent des menaces.

### Coopération avec la police
En juillet 2011, Fredette devient officiellement un délateur. Pendant 4 mois, il livre une quarantaine de témoignages sur vidéos où il décrit ses crimes ainsi que ceux de la bande.
En février 2012, il signe son contrat de délateur et reçoit une somme de 15,000$.
Des déclarations vidéos de Fredette sont revendue par l’ex-enquêteur Benoit Roberge au défunt membre des Hells,  René Charlebois. Roberge est condamné plus tard à 8 ans de pénitencier pour sa trahison.

### Procédures judiciaires
Le 16 février 2012, Fredette plaide coupable pour le meurtre commis sur la mauvaise personne dans un centre de thérapie. Il écope de la prison à vie sans possibilité de libération conditionnelle avant 25 ans. Un arrêt du processus judiciaire est demandé pour les 5 autres accusations de meurtres qui le visait.
En 2024, Dayle Fredette s’adresse à la Cour supérieure du Canada afin d’être libéré plus rapidementen vertu de l’article 745,6 du code criminel Canadien (qui fut aboli en 2011) offrant la chance aux personnes ayant été reconnus coupable de meurtre au premier degré la possibilité de demander une révision de leur sentence pour obtenir une libération conditionnelle après 15 ans. Il est admissible à cet article communément appelé « clause de dernière chance » puisque ses crimes ont été commis avant 2011.
En 2025, Dayle Fredette est déclaré inadmissible à la clause de dernière chance par le juge Alexandre Bien-Aimé. Il devra attendre jusqu'en 2034 pour présenter une demande de libération conditionnelle. 

### Incarcération
Pendant son incarcération post-SharQC, Fredette est décrit comme étant courtois, poli et collaboratif. Il est également diagnostiqué du trouble de la personnalité antisociale et actif dans le trafic de drogue dans la prison ce qui pèse contre lui dans sa récente demande de clause de dernière chance. 